# PEAR
A PHP Extension and Application Repository (PHP kiterjesztés- és alkalmazásgyűjtemény) avagy rövidítve PEAR egy gyűjteménye a PHP-hoz írt szoftverkódoknak.  A PEAR projektet Stig S. Bakken alapította 1999-ben a gyakran használt funkciók újrafelhasználásának támogatása érdekében. A projekt célja egy strukturált programkód-könyvtár biztosítása, egy kódelosztó és csomaglétrehozó rendszer fenntartása és egy standard kódolási stílus támogatása. Habár a projekt közösségalapú, A PEAR projekt rendelkezik egy PEAR csoporttal (PEAR Group), amely elvégzi az adminisztratív teendőket és kormányzó erőként is funkcionál. Minden PEAR-kódcsomag egy-egy különböző projekt a PEAR égisze alatt. Saját fejlesztőcsoporttal, verziókontrollal és dokumentációval rendelkezik.

## PEAR csomagok
Minden PEAR csomag egy gzippelt tar fájlként van közreadva. Ezek mindegyike tartalmaz egy PHP nyelven írt programkódot, általánosságban objektumorientált stílusban. Sok PEAR csomag azonnal használható a fejlesztők által, közönséges harmadik félként által írt kódként, include paranccsal. Avagy elegánsabban a PEAR csomagkezelő is használható, amely alapból a PHP-val érkezik és úgy használható, hogy a PEAR csomagok által nyújtott extra funkcionalitás a PHP telepítésének integrált részének tűnjön a csomag installálása után. A PEAR alapjául szolgáló Comprehensive Perl Archive Network (CPAN) archívumokkal ellentétben a PEAR csomagok nem függnek egyéb kódoktól, ezáltal a PEAR csomagfákban való elhelyezés nem jelent kódfüggőséget. Ehelyett minden PEAR csomagnak konkrétan tartalmaznia kell a használathoz szükséges egyéb PEAR csomagokat.
A PEAR alaposztályok tartalmazhatják az objektumorientált destruktorok vagy éppen a következetes hibakezelés szimulálását. Több alapvető PHP-szolgáltatásra vannak csomagok, így például az autentikációra, cachelésre, adatbázis-elérésre, titkosításra, konfigurációs beállításokra, HTML-re, webes szolgáltatásokra és XML-kezelésre is.

## PEAR csomagkezelő
A PEAR csomagkezelő a PEAR csomagok és PECL-kiegészítők telepítésének, eltávolításának és frissítésének egyszerű módját nyújtja. A telepítés előtt megadható, hogy a csomagfüggéseket is vegye figyelembe, ezáltal az összes szükséges egyéb csomagot is telepíti.
A PEAR csomagkezelőt a parancssorból a pear paranccsal lehet indítani. Ebből következően általánosságban csak a szerver adminisztrátora tudja változtatni az installált PEAR- és PECL-kiegészítéseket. A Linuxon történő PHP telepítéseken a PEAR csomagkezelő alapból is használható, de Windows alól a PEAR csomagkezelő kizárólagosan a go-pear.bat kötegfájl indítása után használató.

## PECL
PECL (PHP Extension Community Library, PHP közösségi kiterjesztéskönyvtár) alapjaiban véve nagyon hasonló a PEAR-hez és elemeit is a PEAR csomagkezelő segítségével lehet insatallálni. A PECL C programozási nyelven írt kiegészítőket tartalmaz, amelyek a PHP-hoz hozzáadhatók. C programként a PECL kiterjesztések hatékonyabban tudnak futni, mint a PHP nyelven írt PEAR-csomagok. A PECL tartalmaz XML-kezelési programokat, extra adatbázisokhoz való hozzáférési lehetőségeket, levélkezelést, Perl és Python nyelven írt programkódok PHP-szkriptekbe való beillesztési lehetőségét és PHP szkriptek lefordítását. A PECL a PEAR-től 2003 októberében vált el. Az eredeti neve PEAR Extension Code Library (PEAR kiterjesztéskód-könyvtár) volt, ám mára már a PEAR-től függetlenül működik.
A PECL kiterjesztéseket a standard kiterjesztésekkel együtt dokumentálják a PHP kézikönyvben, ebből következően nincs a PECL kiterjesztéseknek saját leírásuk. Mindemellett több kiterjesztés is a PECL-ben kezdte fejlesztési ciklusát, majd a PHP magjába került (a kiadott PHP-forrásba) és ezek közül több esetben a program PECL-verziója fejlesztés nélkül maradt.

## Fordítás
Ez a szócikk részben vagy egészben  a   PEAR című angol Wikipédia-szócikk fordításán alapul.  Az eredeti cikk szerkesztőit annak laptörténete sorolja fel. Ez a jelzés csupán a megfogalmazás eredetét és a szerzői jogokat jelzi, nem szolgál a cikkben szereplő információk forrásmegjelöléseként.

## Külső hivatkozások
- A PEAR projekt
- A PECL projekt